# Secondo stile

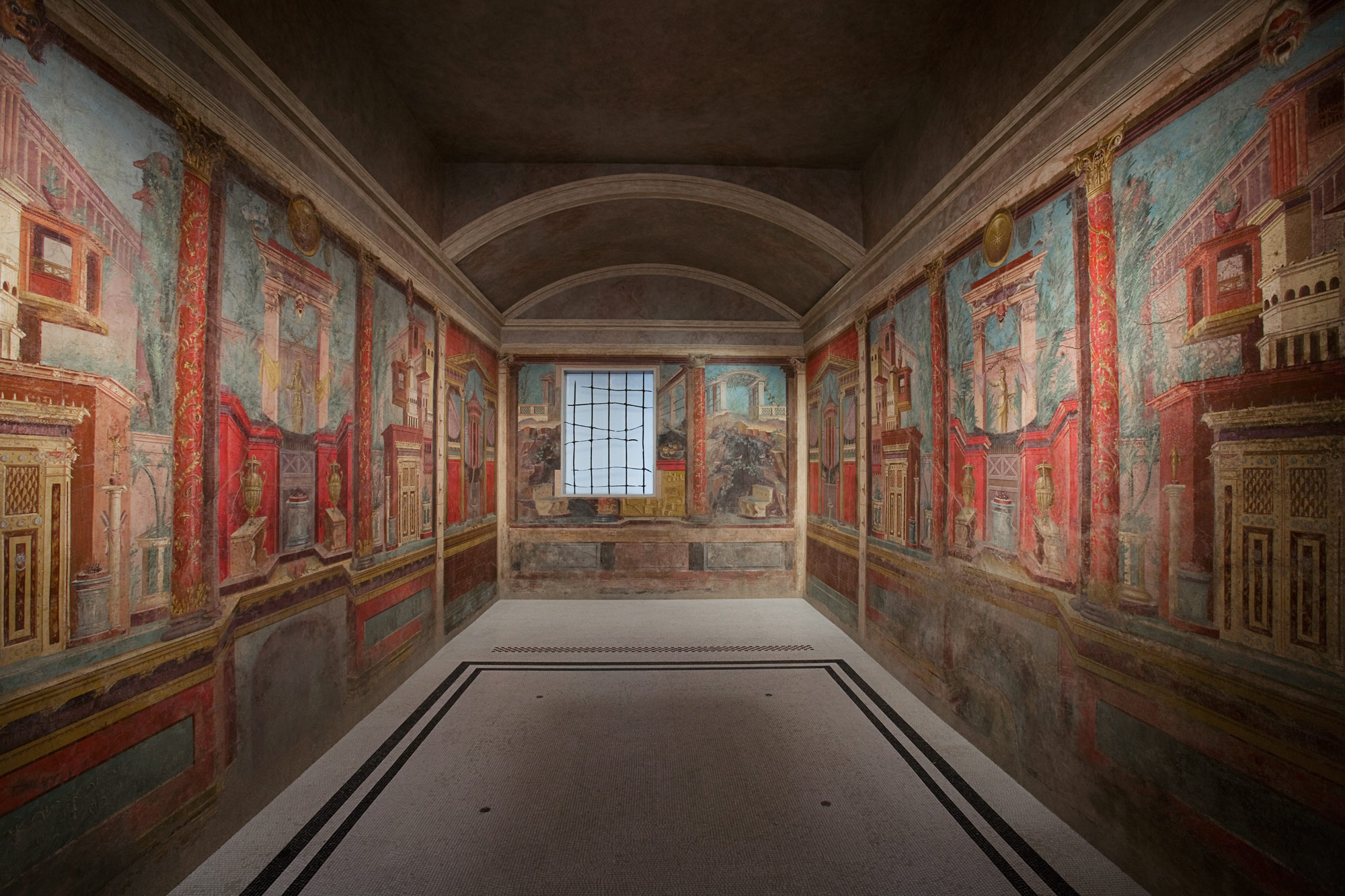
Decorazione del Cubiculum della Villa di P. Fannius Sinistore a Boscoreale, Metropolitan Museum di New York

Il secondo stile pompeiano è uno dei quattro "stili" (ma sarebbe più corretto parlare di schemi decorativi) della pittura romana. Detto stile architettonico o finto prospetto, si colloca nel periodo che va dall'80 a.C. alla fine del I secolo a.C. circa.

## Caratteristiche
In questo tipo di pittura, elementi come cornici e fregi con tralci vegetali cominciano ad essere dipinti invece che realizzati in stucco, riproponendo così, con abile gioco illusionistico di colori e ombre, ciò che durante il primo stile si realizzava in rilievo. 
Rispetto al primo stile, l'innovazione è fornita dall'effetto di trompe l'œil che si crea sulle pareti, dove al posto dello zoccolo si dipingono in primo piano podi con finti colonnati, edicole e porte dietro i quali si aprono vedute prospettiche. 
In questo periodo nacque così anche la figura del paesaggista, che, a Pompei, dipingeva i particolari dei giardini, molto richiesti dai committenti. Vitruvio nel VII libro si dilungò a descrivere la pittura degli "antichi", individuata come quella di primo e secondo stile: 
citò infatti, nell'ordine, l'incrostazione marmorea, poi uno stile a noi ignoto, con "cornicioni e riquadrature in giallo ocra", variamente disposte tra loro. Il successivo stile (secondo) era secondo lui un'imitazione di vedute di edifici, colonne e frontoni sporgenti e, negli spazi più grandi, di esedre dove venivano raffigurate intere scene tragiche, comiche o satiriche; nelle galleria invece si usavano particolari paesistici (porti di mare, promontori, coste, fiumi, sorgenti, edifici, boschetti, montagne, pastori con greggi). Infine cita le "megalografie" (a soggetto determinato), con simulacri di divinità, favole mitologiche, guerre troiane o peregrinazioni di Ulisse.
Era anche in voga dipingere nature morte con cacciagione insieme a ortaggi e frutta; tali raffigurazioni si spiegano con l'usanza che c'era di inviare agli amici regali costituiti da generi alimentari crudi.
A Roma è presente il più antico esempio di secondo stile, nella casa dei Grifi sul Palatino, databile tra il 120 e il 90 a.C. Negli scavi archeologici di Pompei questo stile è presente nella Villa dei Misteri e nelle case di Obellio Firmo, del Labirinto, delle Nozze d'Argento e del Criptoportico. L'esempio più ricco di questo stile si ha però alla villa di Boscoreale, risalente a dopo il 50 a.C., le cui pitture sono oggi smembrate in più musei (Metropolitan Museum di New York, Museo Archeologico Nazionale di Napoli, ecc.). A Roma esistono anche gli affreschi della casa di via Graziosa, con scene dell'Odissea. 
In età augustea questo stile raggiunse una "fase B" (30 a.C. circa), negli affreschi della casa della Farnesina o dell'Aula isiaca. Si trattava di una ricca decorazione architettonica che fingeva i grandi complessi dell'ellenismo, con sale colonnate, porticati, riproduzioni di quadri di antichi e celebri pittori.

## Galleria d'immagini

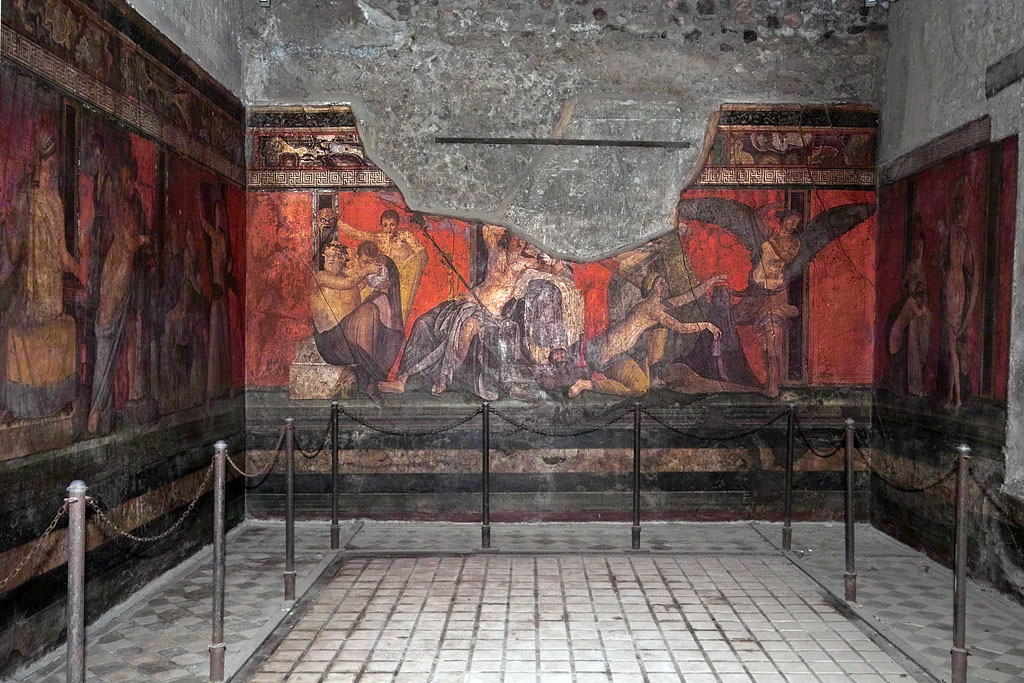
Villa dei Misteri
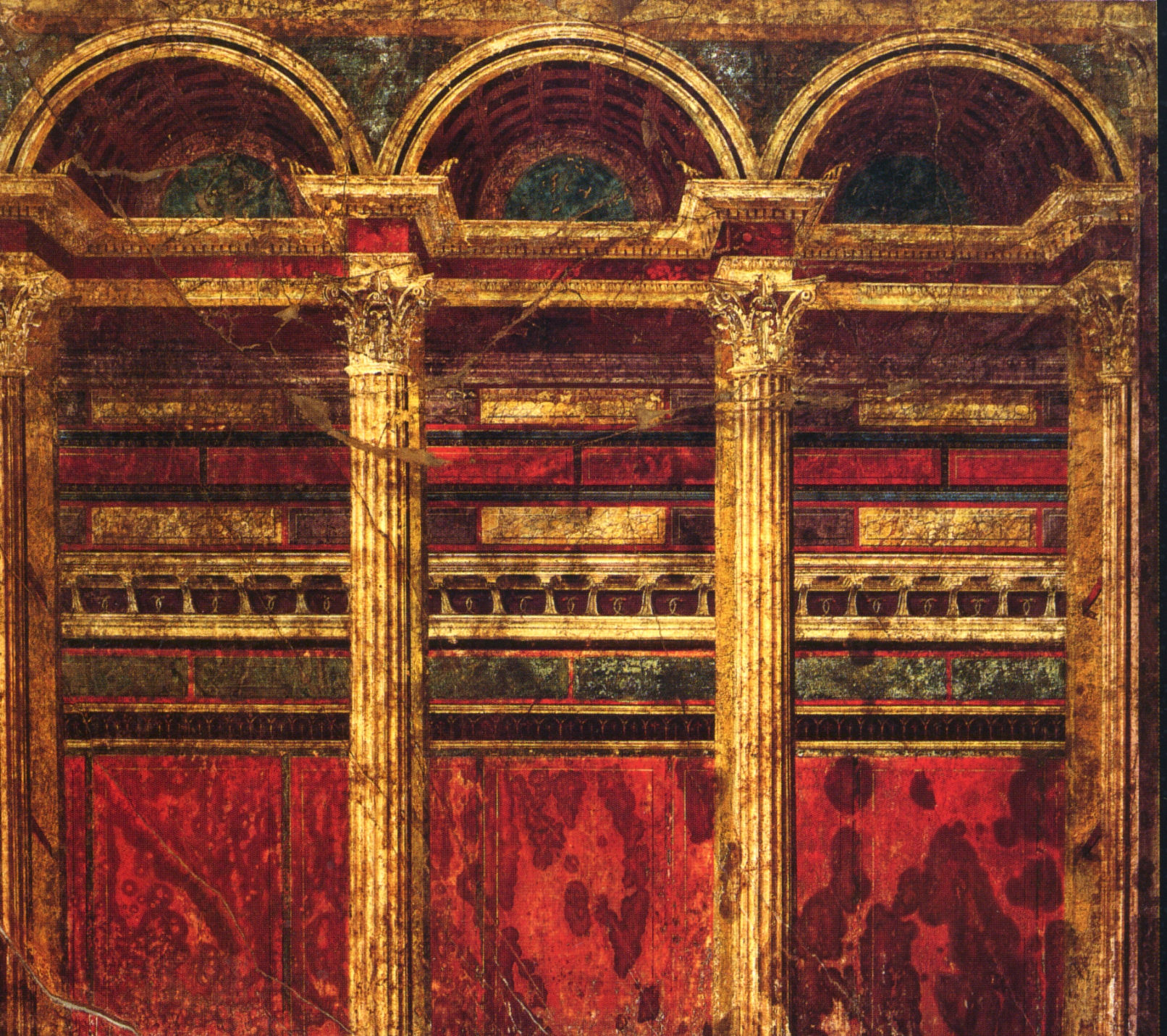
Cubicolo della Villa dei misteri
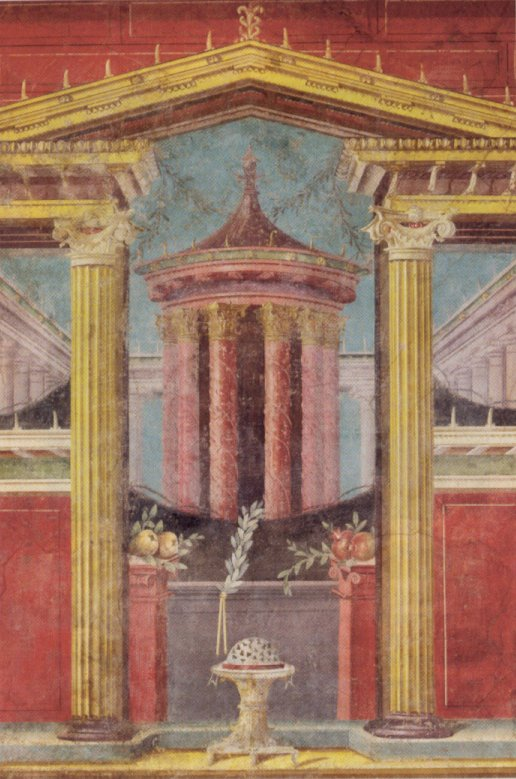
Villa di Boscoreale
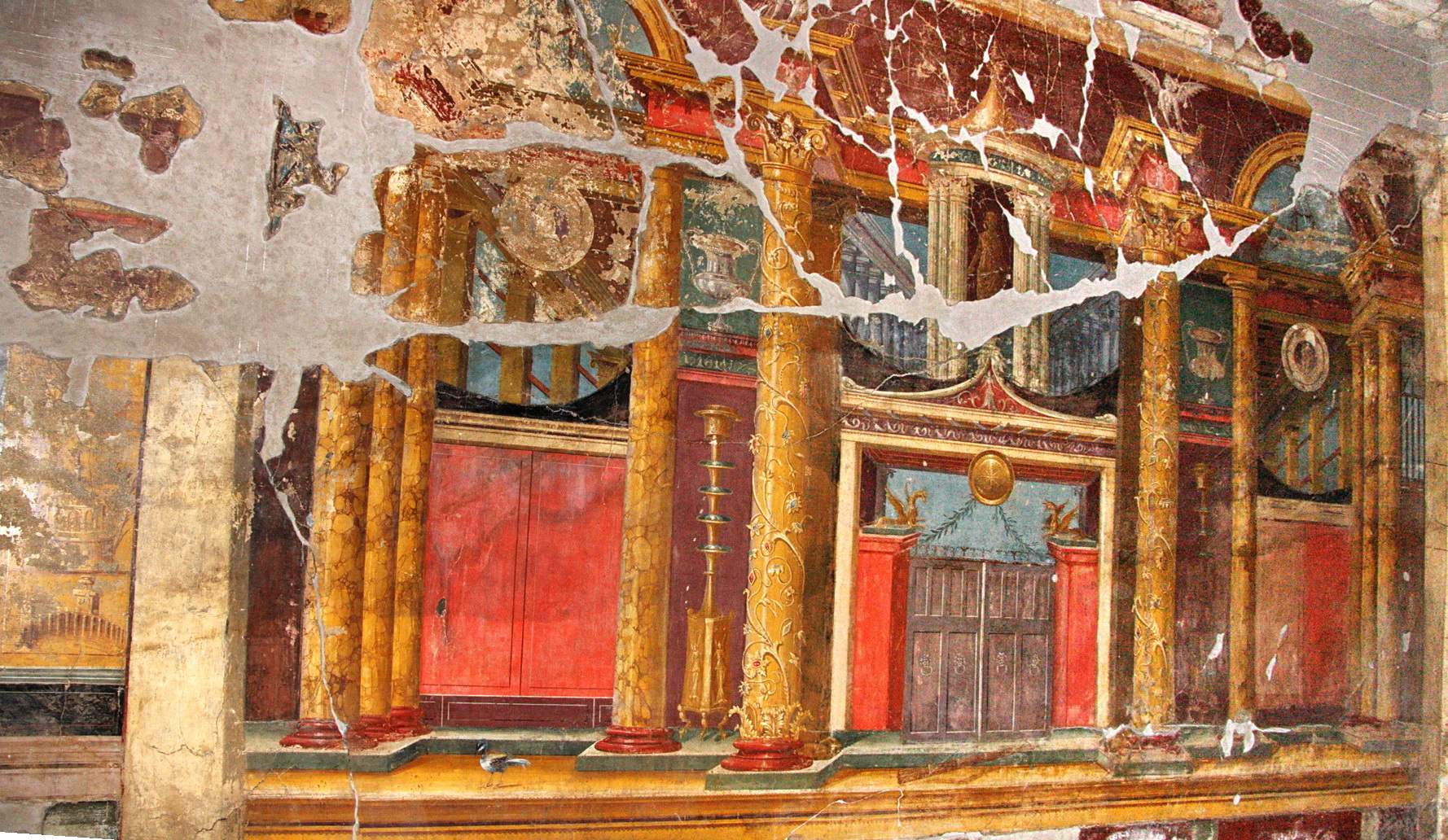
Villa Poppea, Oplontis
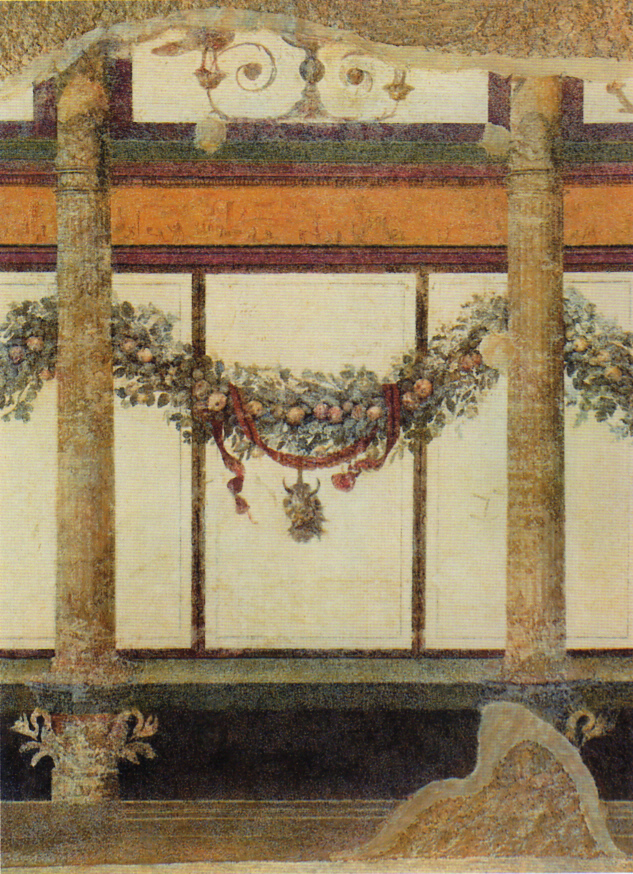
Casa di Augusto
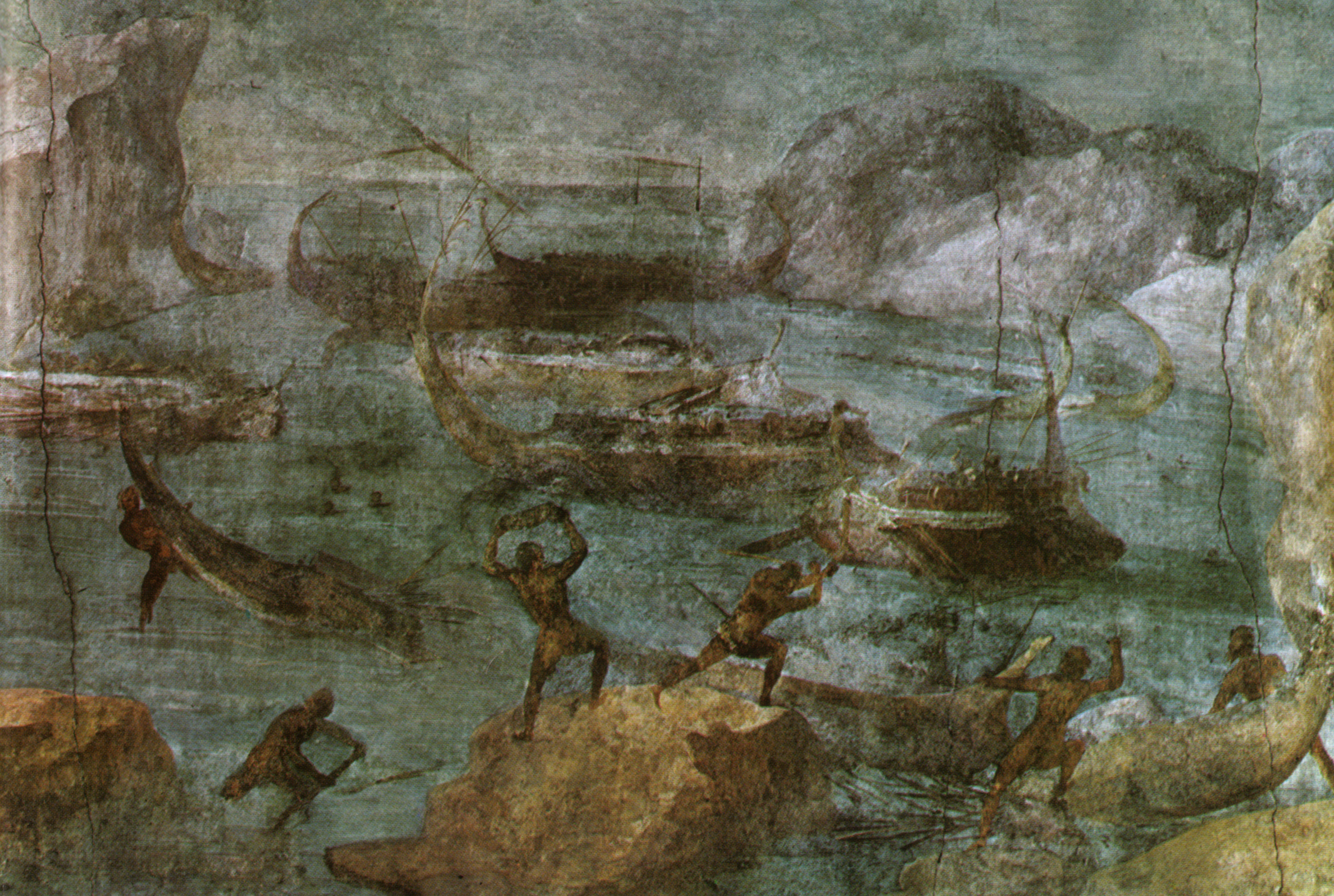
Casa di via Graziosa, Roma, Attacco dei Lestrigoni